# Amphiachyris amoena
Amphiachyris amoena là một loài thực vật có hoa trong họ Cúc. Loài này được (Shinners) Solbrig mô tả khoa học đầu tiên năm 1960.